# Estadio Gelora Bandung Lautan Api
El Estadio Gelora Bandung Lautan Api es un estadio de fútbol y atletismo en la ciudad de Bandung, capital de la provincia indonesia de Java occidental. Tiene capacidad para 38 000 espectadores.

## Instalaciones
El estadio está equipado con un campo de fútbol, una pista de atletismo, oficinas, pantallas gigantes y asientos ignífugos. El estadio se completa con 38 000 asientos individuales. El estadio tiene cuatro pisos con un área de 72 000 metros cuadrados, combinado con otras instalaciones de apoyo con un total de 40 hectáreas. También tiene un total de 766 inodoros, una caja vip con vidrio a prueba de balas y una plataforma para helicópteros.